# Université du Burundi
L'université du Burundi est une institution publique d'enseignement supérieur sise à Bujumbura, l'ancienne capitale du Burundi. Quelque instituts et facultés universitaires, fondés par les Jésuites peu après l'indépendance du pays (1962) forment ensemble, en 1964, l'université officielle de Bujumbura [UOB] rebaptisée en 1977 université du Burundi. En 2017 elle compte huit facultés et 7 instituts pour 13 000 étudiants.

## Historique
C'est en 1958 que fut créé par les Jésuites un institut d'agronomie. D’abord installé à Astrida (aujourd’hui ‘Butare’ au Rwanda) et affilié à l'université du Congo belge et du Rwanda-Urundi il devient faculté universitaire en 1960 et est transféré à Usumbura (aujourd’hui ‘Bujumbura’ au Burundi).  Lors de l’ouverture officielle, le 21 octobre 1961 les étudiants sont au nombre de 33.  Trois autres facultés universitaires (Philosophie, Lettres et Économie) sont ouvertes par les Jésuites dans leur collège du Saint-Esprit, à Bujumbura en 1963. Le père Walthère Derouau (1904-2000) en est le Recteur et le corps professoral est largement jésuite. Les cours se donnent sous le patronage des Facultés universitaires de Namur (Belgique).
En octobre 1963 le domaine du collège du Saint-Esprit est concédé par le gouvernement et devient le « campus universitaire », plus tard connu sous le nom de « campus Kiriri ». Et bientôt les diverses facultés sont intégrées pour former le 10 janvier 1964, une université par décret royal de Mwambutsa IV du Burundi. Elle prend le nom de « université officielle de Bujumbura » [UOB]. Le père Walthère Derouau en est le premier recteur. Roger Bastin qui avait construit les bâtiments du collège du Saint-Esprit est nommé architecte pour les nouvelles constructions en vue.  
Au 1 octobre 1964 il y a 150 inscriptions : des Burundais et Rwandais mais également des Congolais et des Belges. Les premières étudiantes y sont inscrites: elles sont au nombre de sept. En 1965, l'École normale supérieure est créée avec pour mission de former les enseignants des écoles secondaires.
En 1972, l'École nationale d'administration [ENA] est créée en vue de former les fonctionnaires de l'État. En 1973 les trois institutions, UOB, ENS, et ENA , fusionnent pour former l'« université du Burundi ». Cette fusion s'est effectuée progressivement. Au départ, l'ENA a été intégrée à la faculté des sciences économiques et administratives. C'est en 1977 que la fusion est achevée pou devenir l'université du Burundi. 
Au début des années 1980, quatre autres institutions voient le jour, à savoir : l'Institut de journalisme, l'Institut supérieur de commerce, et l'Institut supérieur de techniciens de l'aménagement et de l'urbanisme.
En 1989, toutes ces institutions sont intégrées à l'université du Burundi. Le principal objectif de cette intégration était de mieux utiliser les ressources allouées à l'enseignement supérieur.

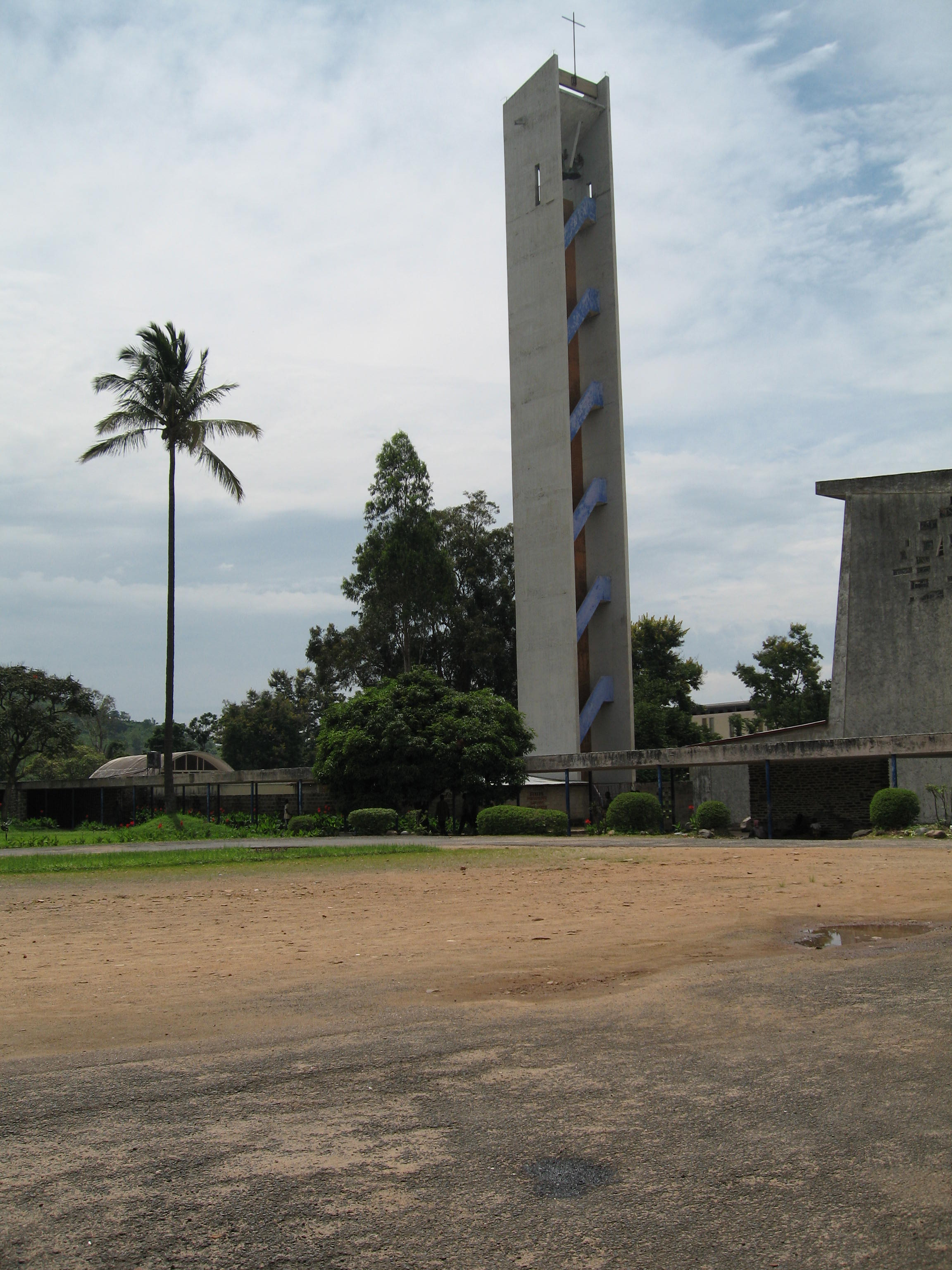
Le clocher de l'église du campus Kiriri, à Bujumbura.

## Organisation
À la suite de regroupements et d'absorptions successifs, l'université du Burundi est aujourd'hui composée de huit facultés et de cinq instituts :

### Facultés
- Faculté des sciences politiques et juridiques
- Faculté des sciences
- Faculté des sciences de l'ingénieur
- Faculté des sciences économiques et de gestion
- Faculté de médecine
- Faculté des lettres et des sciences humaines
- Faculté d'agronomie et de bio-ingénierie
- Faculté de psychologie et sciences de l'éducation

### Instituts
- Institut supérieur de formation agricole
- Institut d'éducation physique et des sports
- Institut supérieur de commerce
- Institut de pédagogie appliquée
- Institut des statistiques appliquées
- Institut d'administration et cartographie foncière
- Institut supérieur des sciences appliquées

## Personnalités liées à l'université

### Recteurs de l'université
- 1964-1968 : Walthère Derouau, jésuite
- 1968-1972 : L’abbé Karikuya
- 1972- ? : Gabriel Barakana, jésuite
- 2018-2021 : François Havyarimana
- 2021-   : Sanctus Niragira
- 2023 : Audace Manirabona

### Professeurs
- Christian Thibon, ancien professeur et spécialiste de la région des Grands Lacs
- Fernando José de França Dias Van-Dúnem, ancien professeur (Faculté de droit) et homme politique angolais
- Joachim Nzotungicimpaye, ancien professeur (Faculté des sciences) et chef de département (Mathématiques)

### Étudiants
- Pierre Nkurunziza, ancien président de la République du Burundi (2005-2020)
- Évariste Ndayishimiye, président de la république du Burundi depuis 2020
- Romain Murenzi, scientifique et directeur exécutif du TWAS[Quoi ?]
- Thérence Sinunguruza, homme politique du Burundi
- Sylvie Kinigi, femme politique du Burundi
- Janvière Ndirahisha, femme politique du Burundi
- Emmanuel Ntahomvukiye, magistrat et ministre du Burundi
- Denis Mukwege, gynécologue et militant des droits de l'homme au Congo, prix Nobel de la paix en 2018
- Joachim Nzotungicimpaye, mathématicien et professeur des universités
- Alexis Thambwe, président du Sénat de la République démocratique du Congo